# Famille Agazzi
Pour les articles homonymes, voir Agazzi.
 (juillet 2024).
La famille Agazzi, originaire de Castello di Romano est une famille patricienne de Venise, anoblie après 1682. Elle fut agréée la noblesse de Padoue le 30 avril 1772 et confirmée noble par Résolution Souveraine le 1er août 1819.

## Historique
Au début du XVIIe siècle, Lorenzo Agazzi épouse Caterina Ottoboni, sœur du pape Alexandre VIII. ils ont comme fils Marcantonio Agazzi (1646-1710), futur évêque de Ceneda de 1692 à sa mort en 1710, ainsi qu'Agostino Agazzi (mort en 1698), chanoine de Padoue.
Francesco Agazzi (mort en 1864), a été particulièrement actif durant les deux dernières décennies du XVIIe siècle dans l'assainissement des marais des environs de San Stino di Livenza : le canal de drainage porte leur nom. La famille Agazzi est apparentée à la famille princière sicilienne Callegari[réf. nécessaire].

## Armes

Armes des Agazzi

Les armes des Agazzi sont : Coupé, d'or à l'aigle de sable et d'argent à trois pies de sable mal ordonnées.